# Claude Isaac Dé
Claude Isaac Dé est un homme politique ivoirien né le 30 septembre 1965 à Abidjan en Côte d'Ivoire. Il a occupé plusieurs postes ministériels sous la présidence d'Alassane Ouattara.

## Biographie

### Origines et Formation
Né le 30 septembre 1965 à Abidjan, Claude Isaac Dé est originaire de la Région des Grands Ponts. Il fait ses études secondaires au Lycée classique d'Abidjan où il obtient un baccalauréat série C en 1983. Il est ensuite orienté à l'Institut National Polytechnique Félix Houphouet Boigny de Yamoussoukro où il fait les classes préparatoires en mathématiques supérieures et Spéciales de 1983 à 1985. Par la suite, il intègre l'école nationale supérieure des ingénieurs dudit Institut d'où il ressort avec un diplôme d'Ingénieur des Travaux Publics en 1988.
Entre 1991 et 2003, il poursuit sa formation à la Banque Mondiale (World Bank Institute et World Bank Leadership Learning Center) en Procédures de décaissement, en techniques de gestion de projets et portefeuille de projet, en techniques de négociations, en Housing et Municipal Finances, en passation des marchés, en communication dans les projets et programmes de développement, en principes et techniques de la participation du secteur privé dans la gestion des missions de services publics, en Professional Ethics, en opérations de Transport, puis en Quality at Entry in Bank Operations (Qualité à l'entrée dans les opérations bancaires).
En 2012, Claude Isaac Dé fait un passage à Harvard University-Kennedy School au États-Unis, où il décroche un Diplome supérieur en Finance, Infrastructure and Public Private Partnership.

### Expérience professionnelle
Claude Isaac Dé commence sa carrière professionnelle en 1988 au poste de Chargé d'études à la Direction et Contrôle des Grands Travaux - Direction des Etudes économiques et financières de la Présidence de la République de Côte d'Ivoire. De 1991 à 1992, il intègre le Cabinet du Premier Ministre ivoirien en qualité de Coordinateur de la Cellule technique du Comité interministériel de valorisation des Ressources Humaines, avant d'intégrer entre 1993 et 1995 la représentation de la Banque Mondiale à Abidjan en tant que Coordinateur de l'Unité Transport chargé de la préparation du projet multisectoriel des Transports en Côte d'Ivoire et au Bénin. Il occupe peu de temps après au sein du Bureau Régional pour l'Afrique de l'Ouest et du Centre de la Banque Mondiale à Abidjan, la fonction de Chargé des Opérations Infrastructures et Développement Urbain jusqu'en 1997. Il part ensuite aux Etats-Unis où il travaille en tant que Team Leader (Chef d'équipe) au Département Transport Groupe II Région Afrique de la Banque Mondiale à Washington DC. Il retourne en 2000 en Côte d'Ivoire et est promu Chef d'équipe du Bureau Régional pour l'Afrique de l'Ouest et du Centre de la Banque Mondiale jusqu'en avril 2003 ; date à laquelle il est nommé Conseiller Spécial du Premier Ministre de Côte d'Ivoire, chargé de la reconstruction et du redressement Economique. Il va occuper ce poste jusqu'en novembre 2005.
Claude Isaac Dé devient en décembre 2005 et pour une période de deux(2) ans, Conseiller spécial du Premier Ministre chargé du suivi évaluation des activités du Cabinet, du programme de sortie de crise, de l'Information générale, des Questions Economiques et chargé de la mobilisation des financements auprès des partenaires au développement. Entre mai 2007 et mars 2011, il est Conseiller Finance et Stratégie pour des entreprises et Fonds d'investissements tels que Emerging capital Partners, Bantu Investment Holding, Groupe BATIA/SPDCIE, AFRICANET S.A ; et intervient dans plusieurs médiations en Afrique pour la résolution de conflits entre opérateurs du secteur privé. Par ailleurs, il est nommé plusieurs fois Administrateur pour le compte de la Banque Nationale d'Investissement (de 2003 à 2010), de l'Office Nationale de l'Eau Potable (en 2013), du Fonds d'Entretien Routier (de 2013 à 2014) et de l'Hôpital Mère-Enfant de Bingerville (en 2015).
Occupant parallèlement les postes de Président du Comité national de pilotage des Partenariats Public-Privé (CNP-PPP) et membre du Comité de Gestion du Fonds Social de l'Habitat (FSH), Claude Isaac Dé est promu en mai 2011 Conseiller à la Présidence de la République de Côte d'Ivoire, chargé des Infrastructures, des Transports, de la Promotion du Logement, de la Construction, l'Assainissement, l'Urbanisme, ainsi que du Partenariat Public et Privé. Il va demeurer à ce poste jusqu'au 11 janvier 2017, date de sa nomination en tant que Ministre de la Construction, du Logement, de l'Assainissement et de l'Urbanisme,. Le 10 juillet 2018, il remplace Bruno Nabagné Koné à la tête du Ministère de l'Economie numérique et de la Poste. Puis de septembre 2019 au 30 juillet 2020, il est Ministre auprès du Premier ministre chargé de la coordination des Grands Ponts,.

## Vie politique
Anciennement membre du Parti Démocratique de Côte d'Ivoire (PDCI-DRA), Claude Isaac Dé rejoint le Rassemblement des Houphouëtistes pour la Démocratie et la Paix (RHDP) en 2019. Il est alors Coordonnateur associé dudit parti politique dans les Grands Ponts avec Emmanuel Esmel Essis,, avant de le quitter pour un retour au PDCI-RDA en mai 2024 ,.

## Distinctions
- 2000 : Prix Spot d'Excellence de la Banque Mondiale (Spot Award Of Excellence of World Bank)[1],[3]
- 1997 et 1999 : Nommé « Prix d'excellence du personnel de la Banque mondiale » (The World Bank Staff Award of Excellence)[1],[3]